# Ilana Kloss
Ilana Sheryl Kloss (ur. 22 marca 1956 w Johannesburgu) – południowoafrykańska tenisistka. Mistrzyni wielkoszlemowego US Open 1976 w grze podwójnej oraz French Open 1976 w grze mieszanej. Reprezentantka kraju w Pucharze Federacji.

## Kariera tenisowa
Ilana Kloss w 1972 roku wygrała juniorski Wimbledon w grze pojedynczej oraz rozpoczęła profesjonalną karierę tenisową. Już miesiąc przed sukcesem w Londynie triumfowała w swoim pierwszym seniorskim turnieju tenisowym. W czerwcu w parze z Brendą Kirk wygrała zmagania w niewielkich zawodach w Manchesterze, gdzie w decydującym spotkaniu pokonały Esme Emanuel i Cecilię Martinez 6:1, 6:3. Kloss miała wówczas zaledwie 16 lat 2 miesiące i 19 dni i została najmłodszą triumfatorką turnieju deblowego w Erze Open tenisa. Rekord ten pobiła dopiero sześć lat później Pam Shriver, która wygrała w Chichester w wieku 15 lat 11 miesięcy i 14 dni.
Od 1973 roku występowała w deblu przede wszystkim ze swoją o pół roku młodszą rodaczką Deliną Ann „Linky” Boshoff, z którą to już w tym samym sezonie wygrała pierwszy wspólny turniej w Surbiton (czerwiec). W lipcu i sierpniu występowała w parze z naturalizowaną południowoafrykańską tenisistką Pat Walkden-Pretorius, z którą regularnie osiągała finały zawodów zaliczanych do WTA Tour. W Cincinnati po raz pierwszy w karierze osiągnęła półfinał gry pojedynczej, w którym uległa jednak Chris Evert 2:6, 2:6. Turniej debla wygrała. W listopadzie 1973 roku wystartowała w turnieju w rodzinnym Johannesburgu. W grze pojedynczej w trzeciej rundzie pokonała Annette Du Plooy 6:3, 6:2, a została powstrzymana w ćwierćfinale przez Chris Evert 6:2, 2:6, 4:6. Jeszcze lepiej poradziła sobie w zawodach drużynowych. W mikście u boku Bernarda Mittona osiągnęła finał, w którym nie sprostali parze Evonne Goolagong – Jürgen Fassbender 3:6, 2:6. W deblu z Boshoff wygrały cały turniej, ogrywając w decydującym meczu Evert i Virginię Wade 7:6, 2:6, 6:1.
W 1974 roku nadal jeszcze łączyła występy seniorskie z młodzieżowymi. Starty w turniejach rozpoczęła dopiero od kwietnia, kiedy to osiągnęła ćwierćfinal singla i debla w Sarasocie. W Filadelfii po raz pierwszy była rozstawiona w turnieju WTA – otrzymała numer osiem. Uległa już jednak w drugim meczu Janet Newberry 4:6, 1:6. Podczas Wimbledonu 1974 przegrała w drugiej rundzie z Evonne Goolagong 2:6, 4:6, a odpadła w trzeciej w deblu wspólnie z Boshoff i mikście z Frew McMillanem. Wygrała we wrześniu juniorskie zawody US Open w grze pojedynczej. Miesiąc później w Houston w grze pojedynczej odpadła w drugim meczu z Pam Teeguarden 3:6, 3:6, ale w parze z Helen Gourlay doszły aż do półfinału. Tydzień później w Phoenix Betty Stöve dwukrotnie zatrzymała Kloss w turnieju – w pierwszej rundzie singla 2:6, 4:6, a w deblu w drugiej (grała w parze z Gourlay, a Holenderka z Françoise Durr) 6:1, 5:7, 2:6. W listopadzie Ilana Kloss powtórzyła wyczyn sprzed roku i w Johannesburgu wystąpiła w finałach gry podwójnej i mieszanej. Uczyniła to nawet z takim samym skutkiem, czyli zawody debla wygrała (w parze z Kerry Melville ograła Dianne Fromholtz i Margaret Smith Court 6:3, 7:5), ale przegrała zmagania miksta (z Fassbenderem ulegli parze Smith Court – Marty Riessen 0:6, 2:6). W singlu przegrała w ćwierćfinale z Fromholtz 3:6, 0:6.
Najlepszym sezonem w karierze był dla Kloss rok 1976. W grze podwójnej cały sezon ponownie grała z Linky Boshoff. W maju wygrały wszystkie turnieje deblowe, w których startowały: Amelia Island (w grze pojedynczej w drugiej rundzie pokonała ówczesną trzecią rakietę świata Martinę Navrátilovą 6:4, 2:6, 7:5, odpadła w ćwierćfinale z Kerry Melville 2:6, 1:6), Bournemouth, Hamburg i Rzym. Później osiągnęły półfinał French Open, eliminując w ćwierćfinale rozstawione z numerem pierwszym Billie Jean King i Betty Stöve 6:4, 3:6, 6:2. W grze pojedynczej osiągnęła drugą rundę – porażka z późniejszą finalistką Renátą Tomanovą 5:7, 1:6. W mikście u boku Kima Warwicka doszła do finału, w którym pokonała swoją deblową partnerkę i Colina Dowdeswella 5:7, 7:6, 6:2. Podczas Wimbledonu w deblu wyrównała osiągnięcie z Paryża, odpadając dopiero w przedostatnim meczu turnieju – młode tenisistki z Południowej Afryki uległy parze Chris Evert – Martina Navrátilová 6:8, 6:8. Rundę wcześniej odprawiły inne bardziej utytułowane od siebie zawodniczki – Rosie Casals i Françoise Durr wynikiem 6:1, 6:3. W singlu przegrała w trzeciej rundzie z Nataliją Czmyriową 5:7, 4:6. W sierpniu para triumfowała w prestiżowych zawodach w Indianapolis, by w kolejnym występie odnieść największy sukces w karierze. Na początku września zostały rozstawione z numerem piątym w ostatnim w roku turnieju wielkoszlemowym. Na nowojorskich kortach w ćwierćfinale doszło do ponownej konfrontacji Boshoff–Kloss z parą King–Stöve i ponownie lepsze okazały się młodsze tenisistki z RPA (ten sam etap co na French Open, te same zespoły oraz ten sam wynik 6:4, 3:6, 6:2). W półfinale pokonały Mimę Jaušovec i Virginię Ruzici 6:1, 7:6, a w meczu mistrzowskim nie pozostawiły złudzeń Oldze Morozowej i Virginii Wade 6:1, 6:4. W grze indywidualnej Kloss odpadła już w pierwszej rundzie z Ruzici 4:6, 4:6. Wygrywając US Open w deblu stała się drugą najmłodszą, zaraz po swojej młodszej partnerce Boshoff, jego triumfatorką w Erze Open (w singlu wynik ten poprawiła trzy lata później Tracy Austin, a w grze podwójnej dopiero w 1998 roku Martina Hingis). 
W październiku 1976 roku Billie Jean King i Betty Stöve zrewanżowały się Boshoff i Kloss w finale turnieju w Phoenix 2:6, 1:6. W listopadzie w Johannesburgu w grze pojedynczej wyeliminowała rozstawioną z jedynką Lesley Hunt 6:3, 3:6, 6:2, ale przegrała już w drugiej rundzie z Lesley Charles 6:7, 5:7. W deblu odpadła w półfinale z Laurą DuPont i Valerie Ziegenfuss 3:6, 6:3, 3:6. Dokładnie te same poziomy osiągnęła tydzień później w Sydney: druga runda singla – z Martiną Navrátilovą 2:6, 4:6 i półfinał debla z Françoise Durr i Ann Kiyomurą 3:6, 2:6. Na koniec roku, w grudniu, reprezentantki RPA osiągnęły jeszcze finał turnieju w Melbourne, a sama Kloss w singlu odpadła w ćwierćfinale z Dianne Fromholtz 4:6, 6:3, 6:8. Nie było wówczas prowadzonego oficjalnego rankingu deblowego, ale według różnych źródeł po serii powyższych sukcesów została sklasyfikowana na pierwszym miejscu rankingu WTA. W zestawieniu singlistek (ranking komputerowy był już prowadzony od 1975 roku) na koniec roku uplasowała się na 35. pozycji.
W 1977 roku po raz pierwszy wystartowała w początkowej halowej części sezonu rozgrywanej w Stanach Zjednoczonych. Mimo znakomitego poprzedniego sezonu początek nowego nie należał do udanych – w Waszyngtonie przegrała w pierwszej rundzie zarówno gry pojedynczej jak i podwójnej (w parze z Linky Boshoff. W Virginia Slims of Florida rozgrywanym w Hollywood wygrała jedno spotkanie w deblu (z inną partnerką Greer Stevens odpadły w ćwierćfinale z Martiną Navrátilovą i Betty Stöve 4:6, 0:6). Tydzień później w Houston wystąpiła wspólnie z Rosie Casals (były rozstawione z numerem drugim w turnieju i zaczęły od ćwierćfinału) i wygrały również jeden mecz dochodząc do półfinału. Pierwszy mecz w singlu wygrała dopiero na początku lutego w Seattle. Później powróciła do występów z Boshoff. W marcu w Dallas doszły już do półfinału (porażka z Kerry Reid i Greer Stevens 2:6, 4:6); nie zakwalifikowała się do drabinki turnieju singlowego. Powrót do stałej partnerki przyniósł oczekiwany rezultat podczas dużego turnieju w maju w Hamburgu, w którym doszły do finału, a w nim triumfowały mimo przegrania pierwszego seta – pokonały Reginę Maršíkovą i Renátę Tomanovą 2:6, 6:4, 7:5. Para Boshoff–Kloss została rozstawiona z numerem pierwszym podczas French Open 1977, jednak odpadła już w ćwierćfinale z Reginą Maršíkovą i Pam Teeguarden 6:7, 7:5, 4:6.
Podczas Wimbledonu przegrała ponownie w pierwszym meczu singla (w pierwszej rundzie miała wolny los). Rozstawione z Boshoff z numerem trzecim w deblu ponownie doszły do ćwierćfinału. W sierpniu w Indianapolis ponownie przegrała indywidualnie w pierwszej rundzie, za to w deblu obroniła zwycięstwo sprzed roku. Dobrą formę utrzymały w kolejnym tygodniu triumfując w prestiżowym turnieju w Toronto, gdzie w finale pokonały pewnie Rosie Casals (z Amerykanką Kloss przegrała w drugiej rundzie singla) i Evonne Goolagong Cawley 6:2, 6:3.
Obrona tytułu podczas US Open całkowicie tenisistkom z RPA się nie udała, gdyż odpadły już w drugiej rundzie. Przegrały z parą Mima Jaušovec i Virginia Ruzici 4:6, 6:3, 4:6. Miesiąc później wygrały turniej w Palm Harbor, w którego finale pokonały Brigitte Cuypers i Marise Kruger 6:7, 6:2, 6:2. Odpadły w pierwszej rundzie w Atlancie, by tydzień później dojść do półfinału w Phoenix i finału w San Juan (przegrały w nim z Rosie Casals i Billie Jean King 6:4, 2:6, 3:6). Na przełomie lat siedemdziesiątych i osiemdziesiątych rozgrywane były dwa turnieje mistrzyń kończące rozgrywki, ze względu na dwóch tytularnych sponsorów odpowiedzialnych za różne części sezonu: Colgate (Toyota w latach 1980–82) Series Championships oraz Virginia Slims (Avon w latach 1979–82) Championships, później WTA Finals. W listopadzie Ilana Kloss i Linky Boshoff zakwalifikowały się do turnieju kończącego sezon z cyklu Colgate Series Championships jako jedna z czterech najlepszych par sezonu. Przegrały jednak w pierwszym meczu z Françoise Durr i Virginią Wade 0:6, 6:7. Na zakończenie roku Kloss ponownie wystartowała w turnieju w rodzinnym Johannesburgu. W drugiej rundzie gry pojedynczej trafiła na swoją deblową partnerkę Linky Boshoff, od której okazała się zdecydowanie gorsza przegrywając 1:6, 0:6. Obie panie razem wygrały za to rywalizację deblistek pokonując w finale rodaczki Brigitte Cuypers i Marise Kruger 5:7, 6:3, 6:3.
Sezon 1978 rozpoczęła dopiero w czerwcu startem w Eastbourne. Przez zbyt niski ranking indywidualny wystąpiła tylko w deblu. Po zakończeniu kariery tenisowej przez Linky Boshoff, Kloss wystartowała w parze z Marise Kruger. Z nową partnerką wygrała w drugiej rundzie z Mimą Jaušovec i Virginią Ruzici 6:1, 3:6, 6:2, ale została powstrzymana w ćwierćfinale przez Billie Jean King i Martinę Navrátilovą 1:6, 5:7. Podczas Wimbledonu przeszła przez trzystopniowe eliminacje i dostała się do turnieju głównego gry pojedynczej. Tam również nie zwolniła tempa i pokonała Chris O’Neil 6:1, 6:1 i Cynthię Sieler 6:3, 6:1. W trzeciej rundzie została powstrzymana już jednak przez swoją deblową partnerkę Kruger – 4:6, 4:6. W rywalizacji drużynowej reprezentantki Południowej Afryki zostały rozstawione z numerem ósmym. W trzeciej rundzie pokonały, prawie czterdziestoletnią zdobywczynię dziewięciu trofeów wielkoszlemowych, Judy Tegart Dalton, grającą z trzynaście lat młodszą Wendy Paish 6:2, 6:2. Zostały powstrzymane w ćwierćfinale przez grające z „czwórką” Australijki, późniejsze triumfatorki imprezy, Kerry Reid i Wendy Turnbull 6:1, 5:7, 4:6. W mikście również zatrzymała się na tym etapie – u boku Chrisa Kachel ulegli Dianne Fromholtz i Allanowi Stone 6:3, 3:6, 4:6. 
Później wspólnie z Kruger weszły na odpowiedni poziom co zaowocowało serią sukcesów. Triumfowały w sierpniu w turnieju w Mahwah, a we wrześniu w San Antonio i wystąpiły w finale w Montrealu, Adelaide i Sydney. Zaliczyła też kilka finałów dużych imprez z innymi partnerkami w Minneapolis z Lesley Hunt i Brighton z JoAnne Russell. Indywidualnie wyrównała swoje najlepsze osiągnięcie wielkoszlemowe dochodząc do trzeciej rundy US Open. W San Antonio pokonała w grze pojedynczej rozstawioną z numerem pierwszym Dianne Fromholtz 7:6, 6:4, odpadając później w ćwierćfinale ze Stacy Margolin. W Adelaide po raz drugi w karierze osiągnęła półfinał gry pojedynczej turnieju WTA Tour. Przegrała w nim z Beth Norton 6:7, 2:6. W Sydney odpadła w ćwierćfinale z Wendy Turnbull 2:6, 4:6. Te sukcesy zaowocowały awansem na 33. miejsce rankingu WTA Tour na koniec roku.
W styczniu 1979 roku kontynuowała udaną passę i w porównaniu do poprzedniego sezonu wystartowała w amerykańskim tourne od początku. W Waszyngtonie zrezygnowała z występu w deblu skupiając się na grze pojedynczej. W drugiej rundzie pokonała Rosie Casals 4:6, 6:4, 6:2, a w ćwierćfinale Anne Smith 6:4, 4:6, 6:4. Została powstrzymana w walce o finał przez wschodzącą gwiazdę tenisa Tracy Austin 2:6, 3:6. Później doszła do trzeciej rundy w Dallas i drugiej na French Open. W grze podwójnej w parze z Greer Stevens doszła do finału w Chicago i osiągnęła półfinał w Bostonie. Po tylu dobrych wynikach awansowała na najwyższe miejsce w karierze rankingu singlowego WTA – w lutym została sklasyfikowana na 19. pozycji.
Na europejską część sezonu nawiązała współpracę z Betty-Ann Stuart. W maju w Rzymie w ćwierćfinale pokonały Mimę Jaušovec i Virginię Ruzici 6:2, 6:4, a uległy w walce o finał Betty Stöve i Wendy Turnbull 5:7, 3:6. Tydzień później w Wiedniu ponownie okazały się lepsze od pary Jaušovec–Ruzici, tym razem na etapie półfinałów – 2:6, 6:3, 6:4. W meczu mistrzowskim nie sprostały jednak Marise Kruger i Dianne Fromholtz 6:3, 4:6, 1:6. Zaliczyły też półfinał w Berlinie (uległy Evonne Goolagong Cawley i Kerry Reid 4:6, 4:6), French Open (kolejna porażka z parą Stöve–Turnbull, 3:6, 6:7) i Chichester (z Billie Jean King i Martiną Navrátilovą 6:7, 2:6). W grze pojedynczej jednak nie wygrała żadnego meczu. Zmieniło się to w czerwcu w Eastbourne, gdzie pokonała trzy wyżej sklasyfikowane tenisistki: Renátę Tomanovą 6:2, 7:6, Ann Kiyomurę 4:6, 6:3, 8:6 i Virginię Ruzici 3:6, 7:5, 10:8. W ćwierćfinale zatrzymała ją dopiero Tracy Austin 2:6, 4:6. W zawodach deblowych osiągnęła kolejny finał, eliminując między innymi Sue Barker i Ann Kiyomurę 4:6, 6:0, 6:4 oraz Betsy Nagelsen i Marise Kruger 7:6, 6:3. W decydującym spotkaniu po raz kolejny musiały uznać wyższość Stöve i Turnbull – tym razem 2:6, 2:6.
Podczas Wimbledonu w singlu Kloss w drugiej rundzie musiała zmierzyć się ze swoją obecną partnerką (Betty-Ann Stuart) i okazała się gorsza – 5:7, 6:3, 4:6. W grze podwójnej obie tenisistki zostały zatrzymane na poziomie ćwierćfinału przez późniejsze triumfatorki – Billie Jean King i Martinę Navrátilovą 6:3, 3:6, 0:6. Później wystąpiła dopiero w sierpniu, ale zarówno w Richmond jak i Mahwah przegrała w pierwszych rundach obu konkurencji. Na US Open zdołała wygrać jeden mecz w singlu i mikście oraz dwa w deblu. We wrześniu w Atlancie Dianne Fromholtz dwukrotnie zatrzymała Kloss w turnieju – w pierwszej rundzie singla 1:6, 0:6, a w deblu w drugiej (grała w parze z Betty-Ann Stuart, a Australijka z Marise Kruger) 1:6, 1:6. W Minneapolis ponownie nie sprostały parze King–Navrátilová, tym razem na etapie półfinału – 2:6, 6:7. Pod koniec października doszły do finału w Tampa, w którym przegrały z Virginią Ruzici i Anne Smith 5:7, 6:4, 5:7.
Tydzień później, podczas turnieju w Sztokholmie po raz pierwszy w karierze wystąpiła w deblu z Billie Jean King, z którą później związała się również prywatnie. W finale zawodów przegrały jednak z Betty Stöve i Wendy Turnbull 5:7, 6:7. Pod koniec listopada w Brighton w grze pojedynczej wygrała dwa mecze, a została pokonana w ćwierćfinale przez Martinę Navrátilovą 1:6, 2:6. W deblu wspólnie z Laurą DuPont awansowała do finału, w którym nie sprostały parze Ann Kiyomura – Anne Smith 2:6, 1:6. W kolejnym tygodniu, w Melbourne, wygrała ostatni mecz w grze pojedynczej (jak się później okazało) w głównej drabince turnieju tenisowego. Pokonała w pierwszej rundzie kwalifikantkę Marcellę Mesker 6:4, 6:4, w drugiej nie sprostała Hanie Mandlíkovej 1:6, 3:6. W deblu, ponownie z Betty-Ann Stuart, odpadła w półfinale.
Do turnieju mistrzyń z cyklu Colgate Series Championships jako druga para deblowa sezonu 1979 zakwalifikowały się Ilana Kloss i Betty-Ann Stuart. W turnieju finałowym rozgrywanym na początku stycznia 1980 roku startowały cztery najlepsze zespoły mijających rozgrywek. Kloss ze Stuart przegrały jednak w pierwszym meczu z „odwiecznymi” rywalkami Billie Jean King i Martiną Navrátilovą 3:6, 2:6.
W sezonie 1980 Ilana Kloss wystąpiła w dziewięciu turniejach w grze pojedynczej przegrywając wszystkie mecze, więcej uwagi przywiązując występom deblowym. W Chicago wystąpiła z Greer Stevens, dochodząc do półfinału (kolejna porażka z King i Navrátilovą – 6:7, 3:6). W Detroit wystąpiła w parze z King, gdzie wygrały swój pierwszy tytuł – w finale pokonały Kathy Jordan i Anne Smith 3:6, 6:3, 6:2. W następnym występie (Atlanta, również King) także triumfowały: zwycięstwo nad parą Betty Stöve – Wendy Turnbull 3:6, 6:1, 6:4. Tydzień później wygrała kolejne zawody, tym razem w Atlancie. Ponownie połączyła siły z Betty-Ann Stuart i razem pokonały Ann Henricksson i Candy Reynolds 7:6, 7:6. W następnym występie, znowu z King, uległy w finale w Bostonie Rosie Casals i Turnbull 4:6, 6:7(4).
Następny start to turniej w Amelia Island, gdzie połączyła siły właśnie z Casals. To zaowocowało kolejnym triumfem – w finale ograły Kathy Jordan i Pam Shriver 7:6(5), 7:6(3). W czerwcu wystąpiła w Eastbourne u boku Martiny Navrátilovej. Para odpadła jednak w ćwierćfinale z Candy Reynolds i Paulą Smith 4:6, 5:7. W sierpniu wystąpiła wspólnie z Kathy Jordan w Mahwah, w którym tenisistki osiągnęły półfinał (porażka z Pam Shriver i Betty Stöve 1:6, 2:6). Na tym samym etapie udział w turnieju w Minneapolis w październiku zakończyła wspólnie z King, choć tym razem nie przegrały, tylko oddały spotkanie walkowerem. To był ostatni występ Kloss w tym roku.
Ponownie w najlepszej czwórce znalazła się w marcu 1981 roku w Dallas. W parze z Leslie Allen w walce o finał nie sprostały Navrátilovej i Shriver 2:6, 3:6. Wspólnie z Billie Jean King wystąpiła w kilku ćwierćfinałach, w tym podczas French Open 1981. W czerwcu nastąpiło przełamanie i po raz piąty doszła z Amerykanką do meczu mistrzowskiego. Miało to miejsce w Surbiton, gdzie w półfinale pokonały groźny duet Rosie Casals – Wendy Turnbull 1:6, 6:2, 6:2, lecz w decydującym meczu uległy Sue Barker i Ann Kiyomura 1:6, 7:6, 1:6. Później zmieniała jednak partnerki i tylko z Betsy Nagelsen doszła do półfinału w Toronto. Do występów z King powróciła od początku 1982 roku i dopiero na koniec lutego osiągnęły fazę półfinałową – w Oakland na tym etapie powstrzymały je Kathy Jordan i Pam Shriver 3:6, 6:4, 6:7. Warte odnotowania jest kolejne zwycięstwo rundę wcześniej nad Casals i Turnbull 6:4, 6:4. Na półfinale zakończyły rywalizację w Los Angeles. W kolejnym występie doszły rundę dalej. W Dallas w ćwierćfinale wyeliminowały ponownie Casals i Turnbull 2:6, 6:4, 6:4, by w walce o finał odprawić Evę Pfaff i siedemnastoletnią wschodzącą gwiazdę Helenę Sukovą 2:6, 6:3, 6:2. W meczu mistrzowskim uległy jednak Navrátilovej i Shriver 4:6, 4:6. W połowie kwietnia 1982 roku odbyła się ósma edycja Deblowych Mistrzostw WTA, w których wystąpiła Kloss z King. Występu nie mogły jednak zaliczyć do udanych, gdyż przegrały już w pierwszym meczu z Sue Barker i Ann Kiyomurą 5:7, 1:6. W maju doszły wspólnie do finału w Perugii, gdzie również nie znalazły sposobu na odniesienie zwycięstwa w decydującym meczu – porażka z szesnastoletnią Kathleen Horvath i Yvonne Vermaak 6:2, 4:6, 6:7. Później przyszedł czas słabszych występów, z których najlepszy rezultat to finał małego turnieju, niezaliczanego do głównego cyklu WTA Tour, w Beckenham oraz ćwierćfinały w Birmingham i Eastbourne.
Rok 1983 przyniósł znaczny spadek formy południowoafrykańskiej tenisistki. Występowała z różnymi partnerkami, lecz bez żadnych sukcesów. W czerwcu ponownie wystąpiła z Billie Jean King w turnieju w Beckenham, gdzie ponownie doszły do decydującego meczu. Ten jednak nie został rozegrany, a tytuł został wspólnie przydzielony czterem finalistkom: Kloss i King oraz Barbarze Potter i Sharon Walsh. Na uwagę zasługuje jeszcze półfinał we wrześniu w Richmond, do którego doszła z Rosie Casals (porażka z Kathy Jordan i Barbarą Potter 7:5, 3:6, 2:6). W grudniu zameldowała się również w ćwierćfinale Australian Open – w parze z Heather Ludloff przegrały z Billie Jean King i Sharon Walsh 6:4, 4:6, 0:6. W kolejnym sezonie wystartowała w zaledwie dwunastu turniejach, a wygrała tylko trzy mecze: po jednym w Indianapolis, Mahwah i Montrealu. Na koniec sezonu 1984 po raz pierwszy został opublikowany komputerowy ranking WTA deblistek – zajęła w nim 126. miejsce. Zbliżając się do zakończenia profesjonalnej kariery wystąpiła w deblu i mikście podczas Wimbledonu w 1985 roku, jednak bez wygranego meczu. Taki sam rezultat odnotowała w grze podwójnej podczas US Open 1985. W grze mieszanej udało się jej odnieść jedno zwycięstwo – razem ze Steve’em Meisterem pokonali czwartą parę turnieju Kathy Jordan – Steve Denton 6:2, 6:4. Występ na nowojorskich kortach był ostatnim, aż do niespodziewanego powrotu w styczniu 1987 roku, kiedy to ponownie z King wystąpiła w turnieju rangi ITF w Chicago. Wygrały nawet mecz pierwszej rundy z Amy Frazier i Mandy Wilson 6:3, 6:3, ale w drugiej już odpadły. Kloss spróbowała jeszcze swoich sił w turnieju w Miami w marcu 1987 roku, lecz z podobnym rezultatem. Później już nigdy nie zagrała w oficjalnym meczu WTA czy ITF.
W 1999 roku Kloss wygrała US Open w kategorii wiekowej powyżej 35 lat w grze podwójnej i mieszanej.

## Życie prywatne
Ilana Kloss jest z pochodzenia Żydówką. Jej rodzice to Ruth i Shlaim Kloss, ma siostrę Yvette Merle Blackman (z domu Kloss). Jest lesbijką. Od 1979 roku jest związana z jedną z najwybitniejszych tenisistek dwudziestego wieku, Billie Jean King, z którą w 2018 r. zawarła związek małżeński.
W lutym 2020 roku Południowoafrykański Związek Tenisowy (Tennis South Africa) ogłosił, że dwa żeńskie turnieje rangi ITF z pulą nagród 25 000 $ będą nosić imię Ilany Kloss.

## Historia występów wielkoszlemowych
Legenda
     W, wygrany turniej
     F, przegrana w finale
     SF, przegrana w półfinale
     QF, przegrana w ćwierćfinale
     xR, przegrana w x rundzie
      A, brak startu
     NH, turniej się nie odbył
Turniej Australian Open odbył się dwukrotnie w 1977 roku (styczeń i grudzień), za to nie został rozegrany w 1986.
     Początek Ery Open

### Występy w grze pojedynczej
| Australian Open        | A                   | A                   | A                   | A  | A  | A   | A   | A  | A  | A   | A  | 0 / 0  | 0 – 0   |  |  |  |  |  |  |  |  |  |  |  |  |  |  |
| French Open            | A                   | A                   | A                   | A  | 2R | 1R  | 1R  | A  | 2R | 1R  | A  | 0 / 4  | 2 – 4   |  |  |  |  |  |  |  |  |  |  |  |  |  |  |
| Wimbledon              | A                   | 2R                  | 2R                  | 3R | 3R | 2R  | 2R  | 3R | 2R | 1R  | A  | 0 / 8  | 5 – 8   |  |  |  |  |  |  |  |  |  |  |  |  |  |  |
| US Open                | A                   | 3R                  | 2R                  | 1R | 1R | 2R  | 2R  | 3R | 2R | A   | Q3 | 0 / 7  | 6 – 7   |  |  |  |  |  |  |  |  |  |  |  |  |  |  |
|                        |                     |                     |                     |    |    |     |     |    |    |     |    |        |         |  |  |  |  |  |  |  |  |  |  |  |  |  |  |
| Ranking na koniec roku | nie był publikowany | nie był publikowany | nie był publikowany | 74 | 35 | 104 | 104 | 33 | 42 | 194 | –  | 0 / 19 | 13 – 19 |  |  |  |  |  |  |  |  |  |  |  |  |  |  |

### Występy w grze podwójnej
| Australian Open        | A                   | A                   | A                   | A                   | A  | A  | A  | A  | A  | A                   | A                   | 2R                  | QF                  | 1R  | A  | A | A | 0 / 3  | 2 – 3   |  |  |  |  |  |  |  |  |  |  |  |  |  |  |  |  |  |  |
| French Open            | A                   | A                   | A                   | A                   | SF | QF | QF | A  | SF | 1R                  | QF                  | A                   | A                   | A   | A  | A | A | 0 / 5  | 8 – 5   |  |  |  |  |  |  |  |  |  |  |  |  |  |  |  |  |  |  |
| Wimbledon              | A                   | 2R                  | 3R                  | 3R                  | SF | QF | QF | QF | QF | 1R                  | 3R                  | 2R                  | 2R                  | 1R  | 1R | A | A | 0 / 13 | 19 – 13 |  |  |  |  |  |  |  |  |  |  |  |  |  |  |  |  |  |  |
| US Open                | A                   | 2R                  | 1R                  | 2R                  | W  | 2R | 2R | 3R | 3R | 1R                  | 3R                  | 2R                  | 2R                  | 1R  | 1R | A | A | 1 / 13 | 16 – 12 |  |  |  |  |  |  |  |  |  |  |  |  |  |  |  |  |  |  |
|                        |                     |                     |                     |                     |    |    |    |    |    |                     |                     |                     |                     |     |    |   |   |        |         |  |  |  |  |  |  |  |  |  |  |  |  |  |  |  |  |  |  |
| Ranking na koniec roku | nie był publikowany | nie był publikowany | nie był publikowany | nie był publikowany | 1  | 2  | 2  | 7  | 4  | nie był publikowany | nie był publikowany | nie był publikowany | nie był publikowany | 126 | –  | – | – | 1 / 34 | 45 – 33 |  |  |  |  |  |  |  |  |  |  |  |  |  |  |  |  |  |  |

### Występy w grze mieszanej
| Australian Open | Turniej nie był rozgrywany | Turniej nie był rozgrywany | Turniej nie był rozgrywany | Turniej nie był rozgrywany | Turniej nie był rozgrywany | Turniej nie był rozgrywany | Turniej nie był rozgrywany | Turniej nie był rozgrywany | Turniej nie był rozgrywany | Turniej nie był rozgrywany | Turniej nie był rozgrywany | Turniej nie był rozgrywany | Turniej nie był rozgrywany | Turniej nie był rozgrywany | Turniej nie był rozgrywany | A | 0 / 0  | 0 – 0   |  |  |  |  |  |  |  |  |  |  |  |  |  |  |  |  |  |
| French Open     | A                          | A                          | A                          | A                          | W                          | A                          | A                          | A                          | A                          | QF                         | A                          | A                          | A                          | A                          | A                          | A | 1 / 2  | 5 – 1   |  |  |  |  |  |  |  |  |  |  |  |  |  |  |  |  |  |
| Wimbledon       | A                          | QF                         | 3R                         | 2R                         | 2R                         | 3R                         | QF                         | 3R                         | 3R                         | 1R                         | 2R                         | 2R                         | 1R                         | 1R                         | A                          | A | 0 / 13 | 14 – 12 |  |  |  |  |  |  |  |  |  |  |  |  |  |  |  |  |  |
| US Open         | A                          | QF                         | A                          | A                          | 2R                         | 2R                         | 3R                         | 1R                         | A                          | 2R                         | 1R                         | A                          | 2R                         | 2R                         | A                          | A | 0 / 9  | 7 – 9   |  |  |  |  |  |  |  |  |  |  |  |  |  |  |  |  |  |
|                 |                            |                            |                            |                            |                            |                            |                            |                            |                            |                            |                            |                            |                            |                            |                            |   |        |         |  |  |  |  |  |  |  |  |  |  |  |  |  |  |  |  |  |
|                 |                            |                            |                            |                            |                            |                            |                            |                            |                            |                            |                            |                            |                            |                            |                            |   | 1 / 24 | 26 – 22 |  |  |  |  |  |  |  |  |  |  |  |  |  |  |  |  |  |

## Finały turniejów WTA
| Legenda                | Legenda |
| ---------------------- | ------- |
| Wielki Szlem           |         |
| Igrzyska olimpijskie   |         |
| WTA Tour Championships |         |
| 1971 – 1987            |         |
| Virginia Slims Circuit |         |
| Grand Prix Series      |         |
| Colgate Series         |         |

### Gra podwójna 47 (25–22)
| Końcowy wynik | Nr  | Data                 | Turniej       | Nawierzchnia    | Partnerka             | Przeciwniczki                         | Wynik finału                     |
| ------------- | --- | -------------------- | ------------- | --------------- | --------------------- | ------------------------------------- | -------------------------------- |
| Zwyciężczyni  | 1.  | 10 czerwca 1972      | Manchester    | Trawiasta       | Brenda Kirk           | Esme Emanuel Cecilia Martinez         | 6:1, 6:3                         |
| Zwyciężczyni  | 2.  | 2 czerwca 1973       | Surbiton      | Trawiasta       | Linky Boshoff         | Ann Kiyomura Peggy Michel             | 7:5, 6:2                         |
| Zwyciężczyni  | 3.  | 29 lipca 1973        | Cleveland     | Twarda          | Pat Walkden-Pretorius | Janice Metcalf Laurie Tenney          | 1:6, 7:6, 6:1                    |
| Finalistka    | 1.  | 5 sierpnia 1973      | Atlantic City | Ceglana         | Pat Walkden-Pretorius | Chris Evert Marita Redondo            | 4:6, 4:6                         |
| Zwyciężczyni  | 4.  | 12 sierpnia 1973     | Cincinnati    | Ceglana         | Pat Walkden-Pretorius | Evonne Goolagong Janet Young          | 7:6, 3:6, 6:2                    |
| Finalistka    | 2.  | 16 września 1973     | Charlotte     | Ceglana         | Martina Navrátilová   | Evonne Goolagong Janet Young          | 2:6, 0:6                         |
| Zwyciężczyni  | 5.  | 25 listopada 1973    | Johannesburg  | Twarda          | Linky Boshoff         | Chris Evert Virginia Wade             | 7:6, 2:6, 6:1                    |
| Zwyciężczyni  | 6.  | 24 listopada 1974    | Johannesburg  | Twarda          | Kerry Melville        | Dianne Fromholtz Margaret Smith Court | 6:3, 7:5                         |
| Zwyciężczyni  | 7.  | 2 grudnia 1975       | Johannesburg  | Twarda          | Linky Boshoff         | Laura DuPont Sharon Walsh             | 4:6, 6:3, 6:3                    |
| Zwyciężczyni  | 8.  | 6 maja 1976          | Amelia Island | Ceglana         | Linky Boshoff         | Kathy Kuykendall Valerie Ziegenfuss   | 6:3, 6:2                         |
| Zwyciężczyni  | 9.  | 16 maja 1976         | Bournemouth   | Ceglana         | Linky Boshoff         | Lesley Charles Sue Mappin             | 6:3, 6:2                         |
| Zwyciężczyni  | 10. | 23 maja 1976         | Hamburg       | Ceglana         | Linky Boshoff         | Laura DuPont Wendy Turnbull           | 4:6, 7:5, 6:1                    |
| Zwyciężczyni  | 11. | 30 maja 1976         | Rzym          | Ceglana         | Linky Boshoff         | Virginia Ruzici Mariana Simionescu    | 6:1, 6:2                         |
| Zwyciężczyni  | 12. | 15 sierpnia 1976     | Indianapolis  | Ceglana         | Linky Boshoff         | Laura DuPont Wendy Turnbull           | 6:2, 6:3                         |
| Zwyciężczyni  | 13. | 11 września 1976     | US Open       | Ceglana         | Linky Boshoff         | Olga Morozowa Virginia Wade           | 6:1, 6:4                         |
| Finalistka    | 3.  | 10 października 1976 | Phoenix       | Twarda          | Linky Boshoff         | Billie Jean King Betty Stöve          | 2:6, 1:6                         |
| Finalistka    | 4.  | 12 grudnia 1976      | Melbourne     | Trawiasta       | Linky Boshoff         | Margaret Smith Court Betty Stöve      | 3:6, 0:6                         |
| Zwyciężczyni  | 14. | 15 maja 1977         | Hamburg       | Ceglana         | Linky Boshoff         | Regina Maršíková Renáta Tomanová      | 2:6, 6:4, 7:5                    |
| Zwyciężczyni  | 15. | 14 sierpnia 1977     | Indianapolis  | Ceglana         | Linky Boshoff         | Mary Carillo Wendy Overton            | 5:7, 7:5, 6:3                    |
| Zwyciężczyni  | 16. | 21 sierpnia 1977     | Toronto       | Ceglana         | Linky Boshoff         | Rosie Casals Evonne Goolagong Cawley  | 6:2, 6:3                         |
| Zwyciężczyni  | 17. | 2 października 1977  | Palm Harbor   | Twarda          | Linky Boshoff         | Brigitte Cuypers Marise Kruger        | 6:7, 6:2, 6:2                    |
| Finalistka    | 5.  | 30 października 1977 | San Juan      | Twarda          | Linky Boshoff         | Rosie Casals Billie Jean King         | 6:4, 2:6, 3:6                    |
| Zwyciężczyni  | 18. | 4 grudnia 1977       | Johannesburg  | Twarda          | Linky Boshoff         | Brigitte Cuypers Marise Kruger        | 5:7, 6:3, 6:3                    |
| Zwyciężczyni  | 19. | 27 sierpnia 1978     | Mahwah        | Twarda          | Marise Kruger         | Barbara Potter Pam Whytcross          | 6:3, 6:1                         |
| Zwyciężczyni  | 20. | 17 września 1978     | San Antonio   | Twarda          | Marise Kruger         | Laura DuPont Françoise Durr           | 6:1, 6:4                         |
| Finalistka    | 6.  | 24 września 1978     | Montreal      | Twarda (hala)   | Marise Kruger         | Julie Anthony Billie Jean King        | 4:6, 4:6                         |
| Finalistka    | 7.  | 15 października 1978 | Minneapolis   | Dywanowa (hala) | Lesley Hunt           | Kerry Reid Wendy Turnbull             | 3:6, 3:6                         |
| Finalistka    | 8.  | 22 października 1978 | Brighton      | Dywanowa (hala) | JoAnne Russell        | Betty Stöve Virginia Wade             | 0:6, 6:7                         |
| Finalistka    | 9.  | 17 grudnia 1978      | Adelaide      | Trawiasta       | Marise Kruger         | Lesley Hunt Sharon Walsh              | 2:6, 2:6                         |
| Finalistka    | 10. | 24 grudnia 1978      | Sydney        | Trawiasta       | Marise Kruger         | Lesley Hunt Sharon Walsh              | 2:6, 1:6                         |
| Finalistka    | 11. | 4 lutego 1979        | Chicago       | Dywanowa (hala) | Greer Stevens         | Rosie Casals Betty-Ann Stuart         | 6:3, 5:7, 5:7                    |
| Finalistka    | 12. | 20 maja 1979         | Wiedeń        | Ceglana         | Betty-Ann Stuart      | Marise Kruger Dianne Fromholtz        | 6:3, 4:6, 1:6                    |
| Finalistka    | 13. | 24 czerwca 1979      | Eastbourne    | Trawiasta       | Betty-Ann Stuart      | Betty Stöve Wendy Turnbull            | 2:6, 2:6                         |
| Finalistka    | 14. | 28 października 1979 | Tampa         | Twarda          | Betty-Ann Stuart      | Virginia Ruzici Anne Smith            | 5:7, 6:4, 5:7                    |
| Finalistka    | 15. | 4 listopada 1979     | Sztokholm     | Dywanowa (hala) | Billie Jean King      | Betty Stöve Wendy Turnbull            | 5:7, 6:7                         |
| Finalistka    | 16. | 25 listopada 1979    | Brighton      | Dywanowa (hala) | Laura DuPont          | Ann Kiyomura Anne Smith               | 2:6, 1:6                         |
| Zwyciężczyni  | 21. | 24 lutego 1980       | Detroit       | Dywanowa (hala) | Billie Jean King      | Kathy Jordan Anne Smith               | 3:6, 6:3, 6:2                    |
| Zwyciężczyni  | 22. | 2 marca 1980         | Houston       | Dywanowa (hala) | Billie Jean King      | Betty Stöve Wendy Turnbull            | 3:6, 6:1, 6:4                    |
| Zwyciężczyni  | 23. | 9 marca 1980         | Atlanta       | Twarda (hala)   | Betty-Ann Stuart      | Ann Henricksson Candy Reynolds        | 7:6, 7:6                         |
| Finalistka    | 17. | 16 marca 1980        | Boston        | Dywanowa (hala) | Billie Jean King      | Rosie Casals Wendy Turnbull           | 4:6, 6:7(4)                      |
| Zwyciężczyni  | 24. | 21 kwietnia 1980     | Amelia Island | Ceglana         | Rosie Casals          | Kathy Jordan Pam Shriver              | 7:6(5), 7:6(3)                   |
| Finalistka    | 18. | 15 czerwca 1981      | Surbiton      | Trawiasta       | Billie Jean King      | Sue Barker Ann Kiyomura               | 1:6, 7:6, 1:6                    |
| Finalistka    | 19. | 30 listopada 1981    | Johannesburg  | Twarda          | Yvonne Vermaak        | Beverly Mould Rene Uys                | 4:6, 6:1, 3:6                    |
| Finalistka    | 20. | 14 marca 1982        | Dallas        | Dywanowa (hala) | Billie Jean King      | Martina Navrátilová Pam Shriver       | 4:6, 4:6                         |
| Finalistka    | 21. | 9 maja 1982          | Perugia       | Ceglana         | Billie Jean King      | Kathleen Horvath Yvonne Vermaak       | 6:2, 4:6, 6:7                    |
| Finalistka    | 22. | 6 czerwca 1982       | Beckenham     | Trawiasta       | Billie Jean King      | Sue Barker Pam Shriver                | 2:6, 4:6                         |
| Zwyciężczyni  | 25. | 5 czerwca 1983       | Beckenham     | Trawiasta       | Billie Jean King      | Barbara Potter Sharon Walsh           | mecz nie odbył się tytuł wspólny |

### Gra mieszana 4 (1–3)
| Końcowy wynik | Nr | Data              | Turniej      | Nawierzchnia | Partner           | Przeciwnicy                        | Wynik finału  |
| ------------- | -- | ----------------- | ------------ | ------------ | ----------------- | ---------------------------------- | ------------- |
| Finalistka    | 1. | 25 listopada 1973 | Johannesburg | Twarda       | Bernard Mitton    | Evonne Goolagong Jürgen Fassbender | 3:6, 2:6      |
| Finalistka    | 2. | 24 listopada 1974 | Johannesburg | Twarda       | Jürgen Fassbender | Margaret Smith Court Marty Riessen | 0:6, 2:6      |
| Zwyciężczyni  | 1. | 12 czerwca 1976   | French Open  | Ceglana      | Kim Warwick       | Linky Boshoff Colin Dowdeswell     | 5:7, 7:6, 6:2 |
| Finalistka    | 4. | 4 grudnia 1977    | Johannesburg | Twarda       | Sherwood Stewart  | Linky Boshoff Colin Dowdeswell     | 4:6, 6:4, 5:7 |

## Występy w Turnieju Mistrzyń

### W grze podwójnej
| Rok         | Rezultat | Partnerka        | Przeciwniczki                        | Wynik    |
| 1977 Toyota | Półfinał | Linky Boshoff    | Françoise Durr Virginia Wade         | 0:6, 6:7 |
| 1980 Toyota | Półfinał | Betty-Ann Stuart | Billie Jean King Martina Navrátilová | 3:6, 2:6 |

## Występy w turnieju WTA Doubles Championships
| Rok  | Rezultat    | Partnerka        | Przeciwniczki           | Wynik    |
| 1982 | Ćwierćfinał | Billie Jean King | Sue Barker Ann Kiyomura | 5:7, 1:6 |